# Spacja niełamiąca
Spacja niełamiąca, spacja niełamliwa, spacja nierozdzielająca, spacja nierozdzielna, spacja niepodzielna – znak spacji wyglądający na ekranie tak samo jak spacja zwykła, ale niepozwalający w danym miejscu przełamywać się tekstowi.
Spacja niełamiąca różni się od spacji twardej tym, że jest tak samo elastyczna jak spacja zwykła. Oznacza to, że w tekście wyjustowanym (wyrównanym jednocześnie do obu marginesów) rozszerza się tak samo jak spacja zwykła, czyli ma szerokość poprawnie dopasowaną do składu w danym wierszu (spacja twarda zachowuje zawsze szerokość nominalną).
Spacja niełamiąca pojawiła się w informatyce później niż powstanie procesorów tekstu. Dostępna jest tylko w zaawansowanych programach DTP, czyli programach do składu tekstu. Można ją uzyskać jedną z dwóch metod: wprowadzając odpowiednie polecenie spacji niełamiącej lub nadając spacji zwykłej atrybut niedzielenia.
Spacja niełamiąca istnieje w programie QuarkXPress co najmniej od wersji 4.0. W programie Adobe InDesign atrybut niedzielenia (dla dowolnego znaku) wprowadzono od wersji 1.0, ale polecenie takiej spacji dopiero od wersji 5.0 (CS3). W Wordzie, poza wersją 2013 (i programach podobnych), spacja niełamiąca nie istnieje, zamiast niej można co najwyżej wprowadzać spację twardą.
Zachowanie się spacji zwykłej, tak jakby była spacją niełamiącą, można imitować, poprzez zastąpienie którejś z sąsiednich spacji znakiem wymuszenia łamania wiersza (tzw. miękki enter), co najczęściej jest czynnością znacznie mniej praktyczną (zaburza algorytmy korekty optycznej, utrudnia wprowadzanie poprawek w tekście).

## Zastosowanie spacji niełamiącej
Znak ten znajduje powszechne zastosowanie w profesjonalnym składzie tekstu do pozostawiania w jednym wierszu tak zwanych całostek znaczeniowych, jak również jest stosowany w celach estetycznych. Zakres przestrzegania tej zasady jest uzależniony w praktyce od szerokości składu rozumianej jako liczba znaków w wierszu. W składzie wąskim (np. gazetowym) zasady te są najbardziej poluzowane, w składzie szerokim (np. dziełowym) zasady są znacznie bardziej rygorystyczne.
Spacja niełamiąca jest wykorzystywana do unikania sierotek, czyli w utrzymywaniu w jednym wierszu następujących elementów tekstu:
- spójników i przyimków (zwłaszcza jednoliterowych),
- wyrażeń liczbowych separowanych spacjami, na przykład 1 234 567,
- liczb z jednostkami,
- inicjałów imion z nazwiskami, także skrótów tytułów naukowych, stanowisk i tym podobnych,
- przyimków, zaimków, partykuł, wraz z powiązanymi z nimi wyrazami,
- innych form mogących wyglądać nieestetycznie po rozdzieleniu na dwa wiersze, na przykład pozostawienie na końcu wiersza krótkiego wyrazu zaczynającego zdanie lub przeniesienie do następnego wiersza wyrazu kończącego zdanie; analogicznie przy krótkim wyrazie na początku lub na końcu wyrażenia w nawiasie lub cudzysłowie.